# Ian McIntyre
Ian McIntyre (* 12. Februar 1974 in Montreal, Québec) ist ein ehemaliger kanadischer Eishockeyspieler, der den Großteil seiner Karriere in der britischen Ice Hockey Superleague und in der Ligue Nord-Américaine de Hockey verbrachte. Für die Iserlohn Roosters bestritt er 13 Partien in der Deutschen Eishockey Liga.

## Karriere
Ian McIntyre begann seine Karriere 1991 bei den Beauport Harfangs in der Quebec Major Junior Hockey League. Nach seiner ersten Saison wurde er beim NHL Entry Draft 1992 von den Québec Nordiques in der vierten Runde an 76. Stelle ausgewählt. Anschließend spielte er noch drei weitere Jahre in der QMJHL.
1995 gab der Flügelstürmer sein Profidebüt für die Syracuse Crunch in der American Hockey League. Hier spielte er bis 1997 und absolvierte auch 16 Partien in der East Coast Hockey League. Zur Saison 1997/98 wechselte McIntrye in die Ice Hockey Superleague. Hier verbrachte er vier Spielzeiten bei den Cardiff Devils und zwei bei den London Knights. Für die Saison 2003/04 unterschrieb er einen Vertrag bei den Iserlohn Roosters in der Deutschen Eishockey Liga. Nach 13 Spielen bat McIntyre um Rückkehr in seine kanadische Heimat, da er private Dinge zu klären habe. Die Roosters entsprachen seinem Wunsch und erwarteten ihn anschließend zurück im Sauerland. Am 11. November 2003 teilte der Kanadier dem Club mit, dass er nicht mehr zurückkehren werde. Zudem stellte sich heraus, dass er während seines Aufenthaltes in Kanada einige Partien für die Mission de Saint-Jean in der Quebec Senior Major Hockey League gespielt hatte. Aufgrund dieses Vertragsbruchs leiteten die Roosters juristische Schritte gegen McIntyre ein, mit dem Ziel ihn in allen von der Internationalen Eishockey-Föderation IIHF registrierten Ligen sperren zu lassen.
Im nächsten Jahr spielte er in der Elite Ice Hockey League für die London Racers. Zur Saison 2005/06 wechselte er in die Ligue Nord-Américaine de Hockey (LNAH). Hier spielte er in sechs Spielzeiten für sieben verschiedene Teams, bevor er seine Karriere im Jahr 2011 beendete.

## Karrierestatistik
(Legende zur Spielerstatistik: Sp oder GP = absolvierte Spiele; T oder G = erzielte Tore; V oder A = erzielte Assists; Pkt oder Pts = erzielte Scorerpunkte; SM oder PIM = erhaltene Strafminuten; +/− = Plus/Minus-Bilanz; PP = erzielte Überzahltore; SH = erzielte Unterzahltore; GW = erzielte Siegtore; 1 Play-downs/Relegation; Kursiv: Statistik nicht vollständig)